# Governo Sipilä
O Governo Sipilä  (finlandês: Sipilä hallitus, sueco: Regeringen Sipilä) é um governo de coligação centro-direita com maioria parlamentar, formado a partir das Eleições parlamentares na Finlândia em 2015.

É liderado por Juha Sipilä e integra o Partido do Centro, o  Partido da Coligação Nacional e o Futuro Azul - com 104 dos 200 lugares do Parlamento da Finlândia.

Entrou em funções em 29 de maio de 2015, e pediu demissão em 8 de março de 2019.

O número de ministérios foi baixado de 17 para 14.

| Governo        | Primeiro-ministro | Partidos                                                                                             |
| -------------- | ----------------- | --- |
| Governo Sipilä | Juha Sipilä       | Partido do Centro (centrista) Futuro Azul (nacionalista) Partido da Coligação Nacional (conservador) |

## Programa do Governo Sipilä
Resultado de um compromisso entre os três partido do governo, o programa apresentado tem como pilares a baixa de impostos e extensas poupanças nas despesas do estado finlandês, especialmente nas áreas da educação, da ajuda externa e do apoio aos desempregados.
Na política europeia, o Governo Sipilä quer ter uma posição forte, não divulgando a sua linha antes das negociações sobre a questão grega.

## Composição do Governo
O Governo Sipilä é composto por 14 ministros, dos quais 6 do Partido do Centro, 4 do Futuro Azul e 4 do Partido da Coligação Nacional.

| Pasta                                                   | Titular                                         | Partido                       |
| ------------------------------------------------------- | ----------------------------------------------- | ----------------------------- |
| Primeiro-ministro                                       | Juha Sipilä                                     | Partido do Centro             |
| Ministro da Economia                                    | Olli Rehn                                       | Partido do Centro             |
| Ministro das Comunicações e do Ambiente                 | Anne Berner                                     | Partido do Centro             |
| Ministro da Família e da Terceira Idade                 | Juha Rehula (2 anos) e Annika Saarikko (2 anos) | Partido do Centro             |
| Ministro da Agricultura e das Florestas                 | Kimmo Tiilikainen                               | Partido do Centro             |
| Ministro dos Municípios e da Reforma da Administração   | Anu Vehviläinen                                 | Partido do Centro             |
| Vice-primeiro-ministro Ministro do Exterior e da Europa | Timo Soini                                      | Futuro Azul                   |
| Ministro da Justiça e do Trabalho                       | Jari Lindström                                  | Futuro Azul                   |
| Ministro da Defesa                                      | Jussi Niinistö                                  | Futuro Azul                   |
| Ministra dos Assuntos Sociais e da Saúde                | Hanna Mäntylä                                   | Futuro Azul                   |
| Ministro das Finanças                                   | Alexander Stubb                                 | Partido da Coligação Nacional |
| Ministra da Educação e da Cultura                       | Sanni Grahn-Laasonen                            | Partido da Coligação Nacional |
| Ministro do Interior                                    | Petteri Orpo                                    | Partido da Coligação Nacional |
| Ministra do Comércio Externo e do Desenvolvimento       | Lenita Toivakka                                 | Partido da Coligação Nacional |